# Chrám chmele a piva

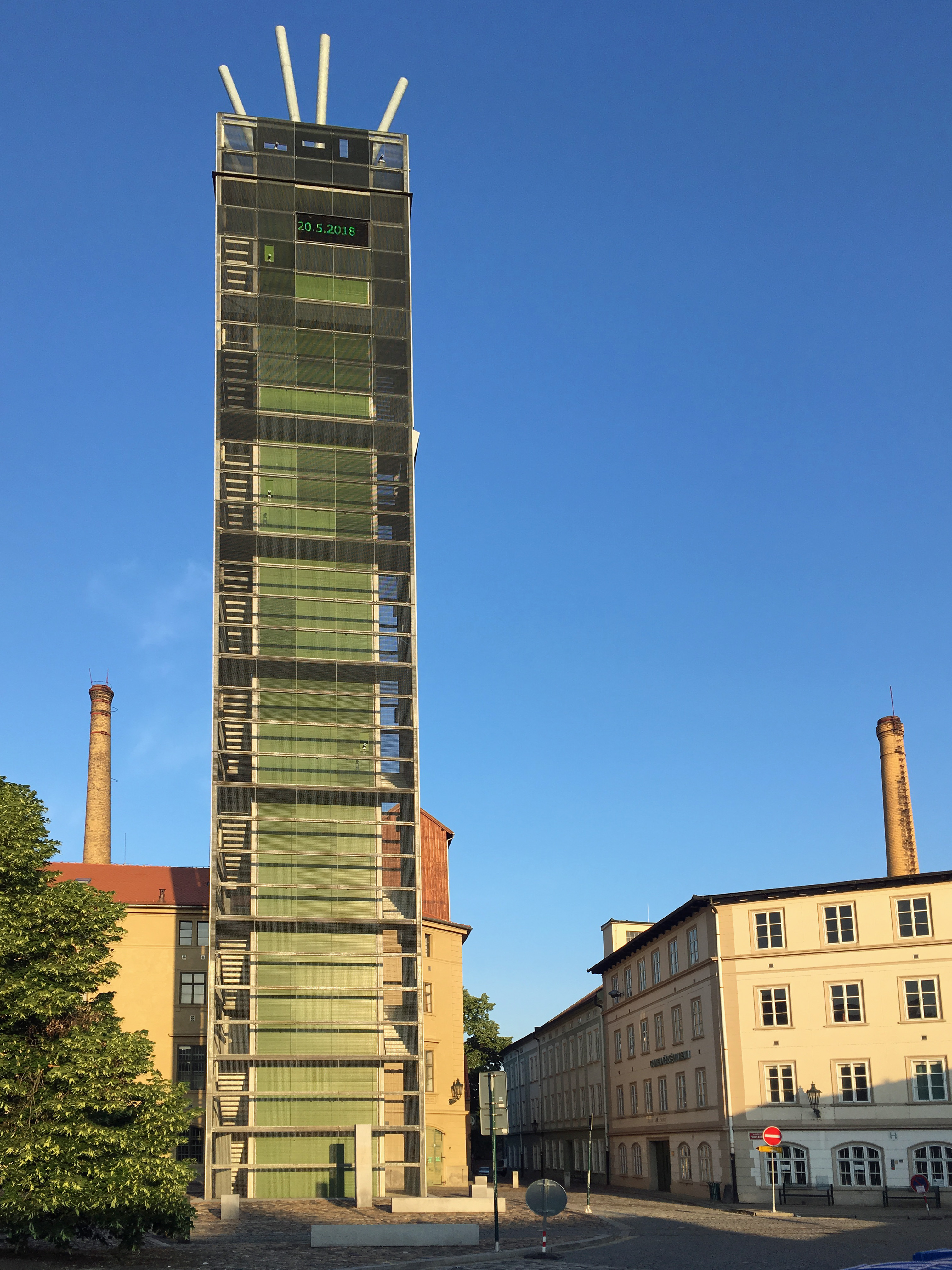
Der Hopfen- und Biertempel von Žatec im Morgenlicht

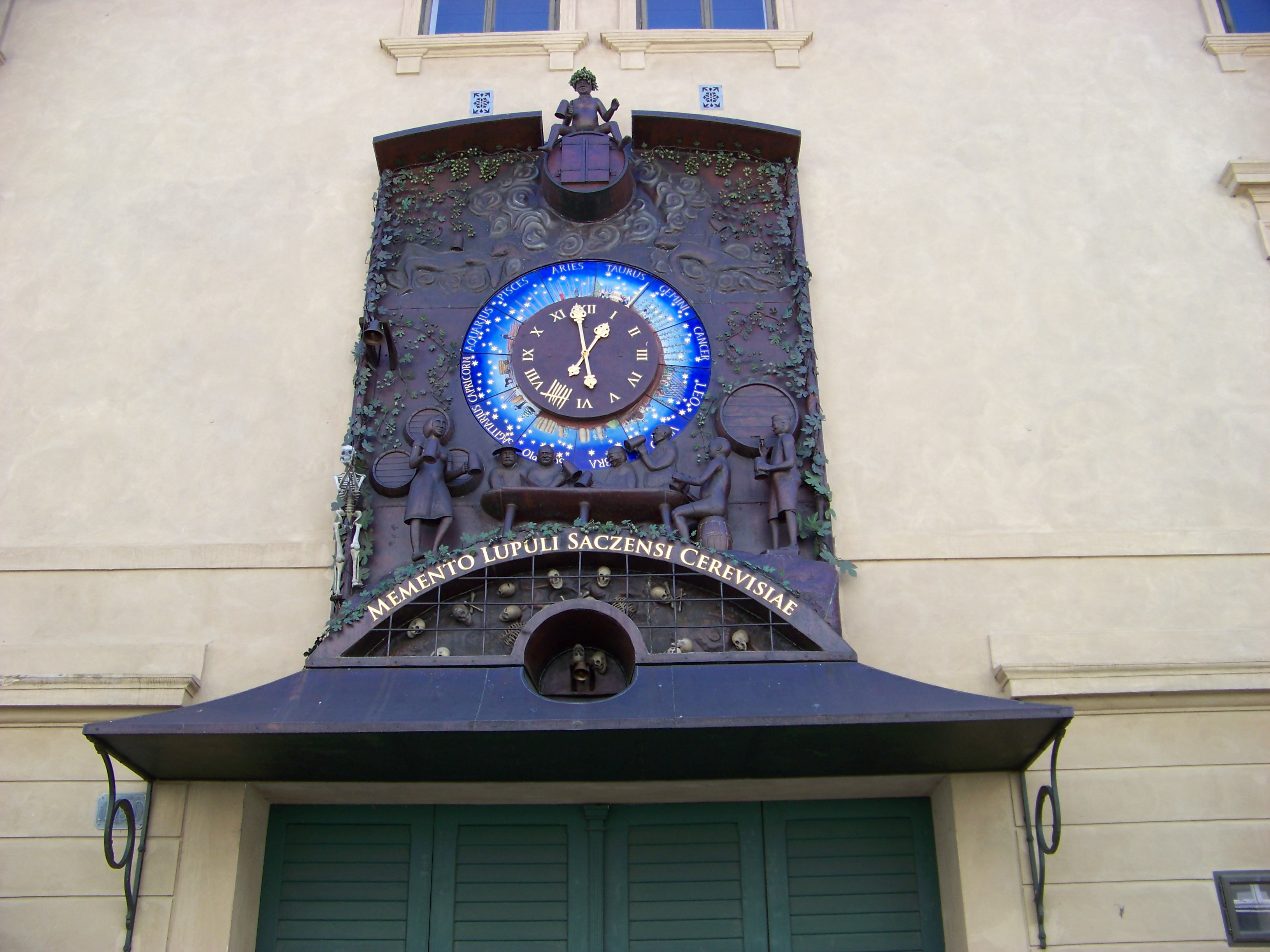
Astronomische Hopfenuhr

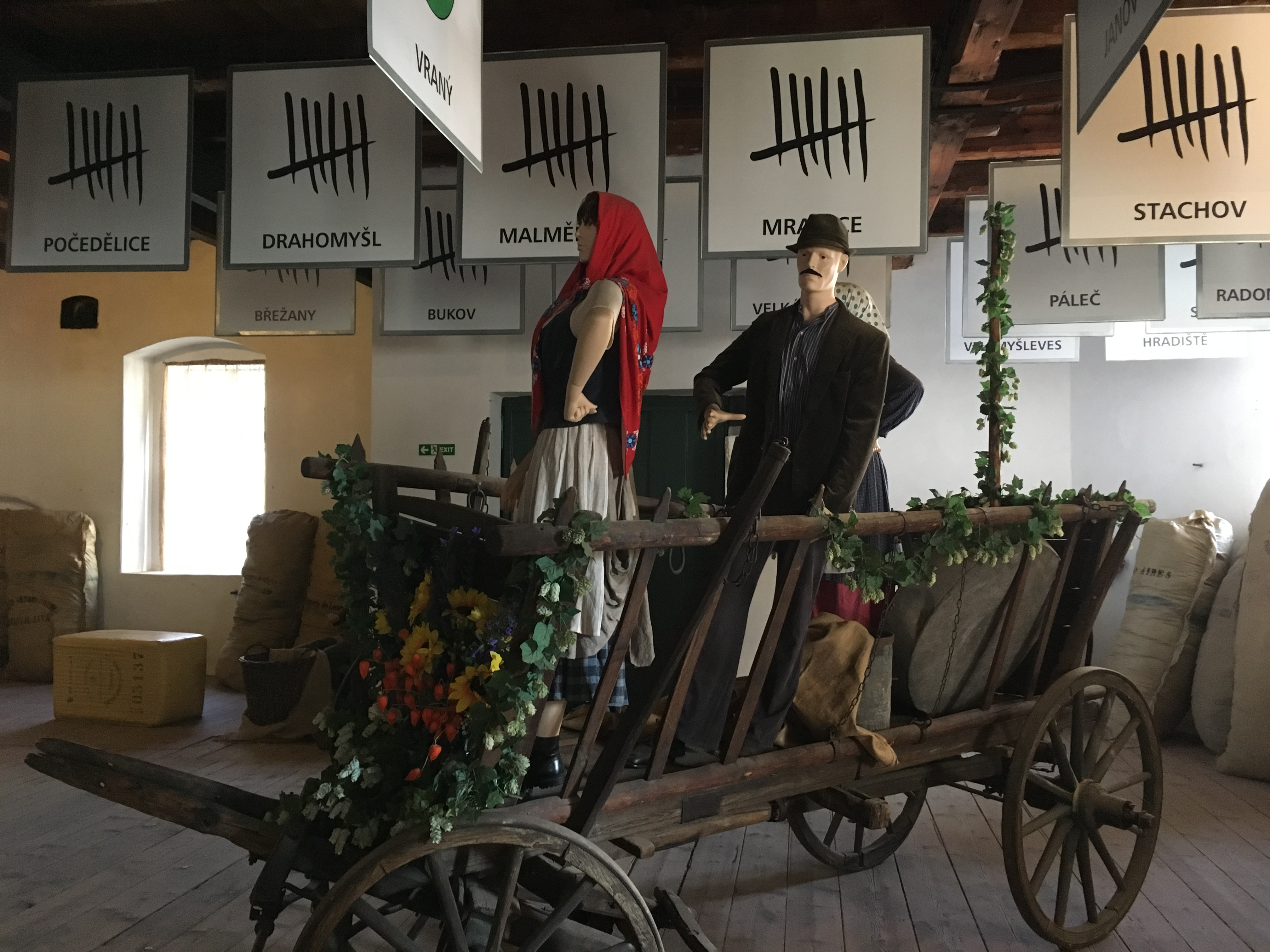
Im Hopfen- und Biertempel von Žatec

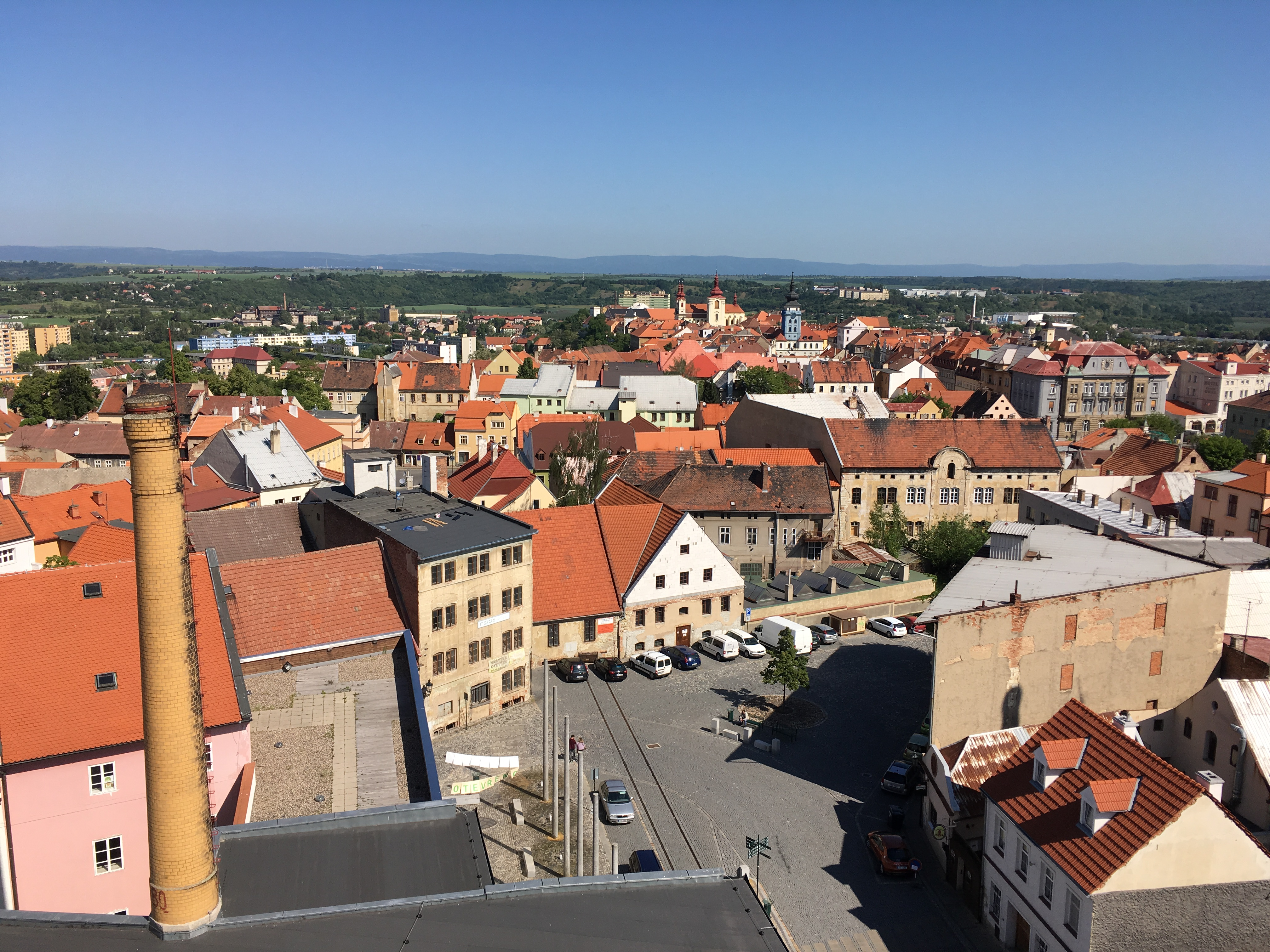
Blick vom Hopfenturm Richtung Altstadt, dahinter das neue Hopfenzentrallager

Der Hopfen- und Biertempel (Chrám chmele a piva) ist das markanteste der drei Hopfenmuseen in Žatec. Es befindet sich unmittelbar neben dem klassischen Hopfenmuseum. Das weitere Muzeum Homolupulů liegt etwa 500 Meter weiter nördlich in der Altstadt.

## Geschichte
Region und Stadt Žatec (deutsch Saaz) sind seit dem 19. Jahrhundert ein weltberühmtes Zentrum des Hopfenanbaus und -handels. Zwischen 1880 und 1930 wurden etwa 30 Hopfenmagazine (mit Darren und Packräumen) in der Stadt errichtet, die in den 1970er Jahren durch ein einziges Zentrallager nördlich der Stadt ersetzt wurden, das seither der größte Hopferspeicher Europas ist. Die Stadtregierung ließ in den Jahren 2009 bis 2011 eines dieser leerstehenden Hopfenlager in ein modernes Museum umwandeln und mit dem Hopfenleuchtturm ergänzen. Sie bemüht sich auch um die Eintragung des Hopfenmuseum-Ensembles in das UNESCO-Welterbe.

## Beschreibung
Das Gebäude aus dem Ende des 19. Jahrhunderts ist ein technisches Denkmal und ein Beispiel für die industrielle Zweckarchitektur in der Stadt. Auf der Außenseite befindet sich die astronomische „Hopfenuhr“ (Chmelový Orloj) mit Abbildungen des Hopfenbauernjahres.
Zur Unterhaltung gibt es im Empfangsbereich Filme mit dem Wichtelmännchen Hop, dem Maskottchen des Museums, und ein Labyrinth aus historischen Hopfensäcken im ersten Stockwerk. Ergänzt wird der Komplex durch die Minibrauerei U Orloje („Zur Uhr“), ein Brauerei-Restaurant mit Biergarten und ein Kindercafé.

### Hopfenleuchtturm
Der 40 Meter hohe Stahlaussichtsturm überragt das Gelände des Hopfenmuseums und ist von weitem sichtbar. Auf der Spitze des Turms befinden sich mehrere symbolische Hopfenstangen aus Metall. Während der Fahrt mit dem Aufzug wird eine 3D-Animation präsentiert. Von der ersten Aussichtsebene gelangt man über eine Außentreppe zum obersten Aussichtsplateau. Dieser auffällige Turm wurde inzwischen zum Wahrzeichen der Stadt.